# Hoppetosse
Hoppetosse ist in der deutschen Übersetzung der Name des Schiffs von Kapitän Efraim Langstrumpf, dem Vater der Figur Pippi Langstrumpf aus den Kinderbüchern der schwedischen Schriftstellerin Astrid Lindgren.
Im schwedischen Original heißt das Schiff Hoppetossa, was die umgangssprachliche Bezeichnung für einen Frosch, aber auch für einen Irrlichter erzeugenden Geist (Irrwisch) ist. Bei dem Piratenschiff handelt es sich von der Bauart um eine Art kleinen Fischkutter. In Astrid Lindgrens värld ist ein solches Schiff zu besichtigen.
In Deutschland wurden einige Schiffe Hoppetosse benannt, so das Restaurantschiff der Arena Berlin. Er dient auch als Name einiger Einrichtungen, Stiftungen oder Vereine, die sich um das Wohl oder die Erziehung von Kindern bemühen. In Hamburg, Berlin-Rummelsburg, Solingen, Bochum, Hauneck und Kiel tragen Kindertagesstätten den Namen Hoppetosse und in Frankfurt-Höchst wurde ein Spielschiff auf dem Spielplatz des Klinikums Höchst so benannt. Auch in Herford, in Ostwestfalen, wurde auf einem innerstädtischen Spielplatz ein hölzernes Piratenschiff, unter Beteiligung der Bürger, so getauft.